# Prowincja Ascoli Piceno
Prowincja Ascoli Piceno (wł. Provincia di Ascoli Piceno) – prowincja we Włoszech. 
Nadrzędną jednostką podziału administracyjnego jest region (tu: Marche), a podrzędną jest gmina.
Liczba gmin w prowincji: 73.